# Damernas K-4 500 meter i kanotsport vid olympiska sommarspelen 2024
Damernas K-4 500 meter i sprint i kanotsport vid olympiska sommarspelen 2024 hölls den 6 och 8 augusti 2024 på Stade nautique de Vaires-sur-Marne i Vaires-sur-Marne i Frankrike.
 
I namnet K-4 500 meter står K för engelska kayak, på svenska kajak, 4 är anatalet kanotister i båten (fyramanakajak) och 500 meter är distansen de tävlar i. Det var 11:e gången grenen damernas K-4 500 meter (eng: Kayak Four 500m) i kanotsprint fanns med vid OS och den har funnits med i varje upplaga sedan 1984. Tävlingen innehöll 10 båtar och formatet var så att den hade tre omgångar: kvalheat, semifinal och final. Första omgången innehöll två heats med fem båtar i varje. De tre bästa båtarna i varje lopp avancerade direkt till final, medan resten gick vidare till semifinal.
Semifinalen innehöll ett lopp med fyra båtar i och de två bästa gick vidare till final och resten eliminerades.  I finalen avgjordes placeringarna 1-8.
Guldet togs av Nya Zeeland, silvret av Tyskland och bronset av Ungern.

## Program
Alla tider är centraleuropeisk sommartid (UTC+2):
| Datum          | Tid         | Omgång          |
| -------------- | ----------- | --------------- |
| 6 augusti 2024 | 10:00       | Heats           |
| 8 augusti 2024 | 11:40 13:40 | Semifinal Final |

## Resultat

### Heats
De tre bästa båtarna i varje lopp avancerade direkt till final (F) och resten gick till semifinal (SF).
| Plac. | Bana | Kanotist                                                                    | Nation      | Tid     | Anm. |
| ----- | ---- | --------------------------------------------------------------------------- | ----------- | ------- | ---- |
| 1     | 6    | Lisa Carrington Alicia Hoskin Olivia Brett Tara Vaughan                     | Nya Zeeland | 1:32,40 | F    |
| 2     | 4    | Sara Ouzande Estefanía Fernández Carolina García Teresa Portela             | Spanien     | 1:32,92 | F    |
| 3     | 5    | Karolina Naja Anna Puławska Adrianna Kąkol Dominika Putto                   | Polen       | 1:33,87 | F    |
| 4     | 7    | Maria Virik Anna Margrete Sletsjoe Hedda Oritsland Kristine Strand Amundsen | Norge       | 1:34,28 | SF   |
| 5     | 3    | Anastazija Bajuk Milica Novaković Marija Dostanić Dunja Stanojev            | Serbien     | 1:36,40 | SF   |

| Plac. | Bana | Kanotist                                                               | Nation     | Tid     | Anm. |
| ----- | ---- | ---------------------------------------------------------------------- | ---------- | ------- | ---- |
| 1     | 5    | Paulina Paszek Jule Hake Pauline Jagsch Sarah Brüßler                  | Tyskland   | 1:32,34 | F    |
| 2     | 6    | Noémi Pupp Sára Fojt Tamara Csipes Alida Dóra Gazsó                    | Ungern     | 1:33,42 | F    |
| 3     | 4    | Li Dongyin Yin Mengdie Wang Nan Sun Yuewen                             | Kina       | 1:33,64 | F    |
| 4     | 3    | Ella Beere Alyssa Bull Alexandra Clarke Yale Steinpreis                | Australien | 1:34,60 | SF   |
| 5     | 7    | Courtney Stott Natalie Davison Riley Melanson Toshka Besharah-Hrebacka | Kanada     | 1:37,87 | SF   |

### Semifinal
De två bästa gick till final (F) och resten eliminerades.
| Plac. | Bana | Kanotist                                                                    | Nation     | Tid     | Anm. |
| ----- | ---- | --------------------------------------------------------------------------- | ---------- | ------- | ---- |
| 1     | 4    | Ella Beere Alyssa Bull Alexandra Clarke Yale Steinpreis                     | Australien | 1:34,25 | F    |
| 2     | 5    | Maria Virik Anna Margrete Sletsjoe Hedda Oritsland Kristine Strand Amundsen | Norge      | 1:34,77 | F    |
| 3     | 3    | Anastazija Bajuk Milica Novaković Marija Dostanić Dunja Stanojev            | Serbien    | 1:35,25 |      |
| 4     | 6    | Courtney Stott Natalie Davison Riley Melanson Toshka Besharah-Hrebacka      | Kanada     | 1:39,24 |      |

### Final
8 båtar tävlade i finalen.
| Plac. | Bana | Kanotist                                                                    | Nation      | Tid     | Anm. |
| ----- | ---- | --------------------------------------------------------------------------- | ----------- | ------- | ---- |
| 1     | 5    | Lisa Carrington Alicia Hoskin Olivia Brett Tara Vaughan                     | Nya Zeeland | 1:32,20 |      |
| 2     | 4    | Paulina Paszek Jule Hake Pauline Jagsch Sarah Brüßler                       | Tyskland    | 1:32,62 |      |
| 3     | 6    | Noémi Pupp Sára Fojt Tamara Csipes Alida Dóra Gazsó                         | Ungern      | 1:32,93 |      |
| 4     | 7    | Karolina Naja Anna Puławska Adrianna Kąkol Dominika Putto                   | Polen       | 1:33,17 |      |
| 5     | 2    | Li Dongyin Yin Mengdie Wang Nan Sun Yuewen                                  | Kina        | 1:33,57 |      |
| 6     | 3    | Sara Ouzande Estefanía Fernández Carolina García Teresa Portela             | Spanien     | 1:34,51 |      |
| 7     | 1    | Maria Virik Anna Margrete Sletsjoe Hedda Oritsland Kristine Strand Amundsen | Norge       | 1:35,02 |      |
| 8     | 8    | Ella Beere Alyssa Bull Alexandra Clarke Yale Steinpreis                     | Australien  | 1:35,96 |      |